# Oxiürinis
Oxyurini és un tàxon d'ocells aquàtics de la família dels anàtids (Anatidae) que en diferents classificacions ha rebut diferents categories. Sibley els considerà la subfamília dels oxiürins (Oxyurinae), dins els anàtids. Estudis genètics moderns han inclòs aquest grup d'ànecs a la subfamília dels anserins (Anserinae), amb la categoria de tribu.

## Descripció
Són ànecs de poca grandària i en general de colors foscos. La majoria de les espècies tenen unes plomes rígides a la cua que apareixen verticals quan l'animal sura en repòs sobre l'aigua. Llurs becs són relativament grans.
Tenen certa semblança amb els ànecs cabussadors, especialment quan es mouen per terra, ja que les seves potes naixen molt endarrerides, el que les fa caminar torpement, per això rarament abandonen l'aigua.

## Taxonomia
Dins aquesta tribu s'han ubicat tres gèneres amb 7 espècies:
- Gènere Heteronetta
  - Heteronetta atricapilla
- Gènere Nomonyx
  - Nomonyx dominicus, sovint inclòs a Oxyura.
- Gènere Oxyura
  - Oxyura jamaicensis
  - Oxyura vittata
  - Oxyura australis
  - Oxyura maccoa.
  - Oxyura leucocephala.